# Stattkus-Verzeichnis
Das Stattkus-Verzeichnis (SV) ist ein Werkverzeichnis der Kompositionen des italienischen Barockkomponisten Claudio Monteverdi.
Es wurde 1985 von Manfred H. Stattkus unter dem Titel Claudio Monteverdi: Verzeichnis der erhaltenen Werke veröffentlicht.
Die gekürzte Ausgabe der 2. Auflage von 2006 ist im Internet frei zugänglich. Eine 3. revidierte und erweiterte Ausgabe in neuem Layout sollte 2013 erscheinen, der Autor ist jedoch Ende August 2012 verstorben.